# Подковыров, Андрей Анатольевич
Андрей Анатольевич Подковы́ров (укр. Андрій Анатолійович Подковиров; род. 10 сентября 1961, Днепропетровск, Украинская ССР) — советский и украинский баскетболист (защитник) и баскетбольный тренер. Чемпион СССР 1989 года в составе команды «Строитель», двукратный чемпион Украины в качестве тренера клуба «Азовмаш».

## Игровая карьера
В начале карьеры Андрей Подковыров выступал в днепропетровском «Металле». Позже тренер ворошиловградского «Спартака» Владислав Пустогаров добился его перехода в свою команду. За два года игры в Ворошиловграде, как вспоминает Пустогаров, Андрей стал настоящим мастером, после чего в ноябре 1985 перешёл в лучший клуб Украины — киевский «Строитель».
В «Строителе» Подковыров стал одним из лучших бомбардиров. Это особенно проявилось в сезоне 1989 года, когда он, уже в ранге капитана команды, за один четвертьфинальный матч Кубка Корача против именитой итальянской команды «Вита» (Канту) — неоднократных победителей еврокубков — успешно выполнил восемь трёхочковых бросков. В чемпионате СССР «Строитель», в составе которого, кроме Подковырова, играли такие мастера, как олимпийский чемпион Александр Волков, Александр Белостенный и Андрей Шаптала, дошёл до финала, где встречался с каунасским «Жальгирисом». На последних секундах первого матча в Киеве именно Подковыров, перехватив мяч у атакующего Крапикаса, помог команде удержать победный счёт. В ответной игре капитан был удалён за пять нарушений, но команда сумела вырвать победу в матче, а вместе с ней и чемпионское звание.
В начале 1990-х годов Подковыров три года выступал в Дортмунде, после чего вернулся в Киев, где сыграл сезон за недавно созданную команду «Киев-Баскет». Этот сезон принёс ему серебряную медаль чемпионата Украины.

## Тренерская карьера
Начиная с 1994 года в течение четырёх лет Подковыров занимал в «Киев-Баскете» (позднее «Денди-Баскет») должность тренера (вначале — играющего). В общей сложности за этот период он трижды завоёвывал с клубом медали национального первенства Украины. После «Денди-Баскета», распавшегося в 1998 году, Подковыров тренировал многочисленные клубы, как украинские, так и российские (ЦСКА, где он был помощником Валерия Тихоненко, и екатеринбургский «Евраз»), а также кипрский, греческий и польский. Он также был одним из тренеров «сборной Европы» матча всех звёзд Евролиги ФИБА в 2004 году вместе со Станиславом Ерёминым и Драганом Рацей.
За время тренерской карьеры Подковыров пять раз выводил свои команды в финальный матч украинской Суперлиги. Дважды — в 2003 и 2004 годах — он становился чемпионом Украины с «Азовмашем». В 1995, 1999 и 2010 году его команда проигрывала финал, причём все три раза это были киевские клубы — «Денди-Баскет», «ЦСКА-Рико» и «Будивельник» (бывший «Строитель»). С учётом бронзовых медалей, завоёванных с «Денди-Баскетом» и «ЦСКА-Рико», Подковыров как тренер становился призёром чемпионатов Украины восемь раз. Несмотря на это, он редко задерживался больше сезона в одной команде, а его работа с клубами «Энергия Чарни» (Польша) и «Черкасские мавпы» даже заслужила эпитета «провальной».
В конце 2013 года Подковыров стал тренером нового киевского клуба «Авангард».